# Gabino Zavala
Gabino Zavala (ur. 7 września 1951 w Tijuana, Meksyk) – amerykański biskup katolicki, były biskup pomocniczy archidiecezji Los Angeles.
Dorastał w Los Angeles i tam też ukończył seminarium duchowne św. Jana. Uzyskał licencjat z prawa kanonicznego na Katolickim Uniwersytecie Ameryki. Święcenia kapłańskie otrzymał 28 maja 1977 z rąk kardynała Timothy'ego Manninga. Pracował m.in. jako dyrektor Sądu Małżeńskiego i wykładowca w swojej alma mater.
8 lutego 1994 otrzymał nominację na pomocniczego biskupa Los Angeles ze stolicą tytularną Tamascani. Sakry udzielił mu kard. Roger Mahony. 4 stycznia 2012 papież przyjął jego rezygnację. Okazało się, iż jest ojcem i że w innym stanie przebywa z matką dwójka jego nastoletnich dzieci.